# Kościelec (Beskid Śląski)

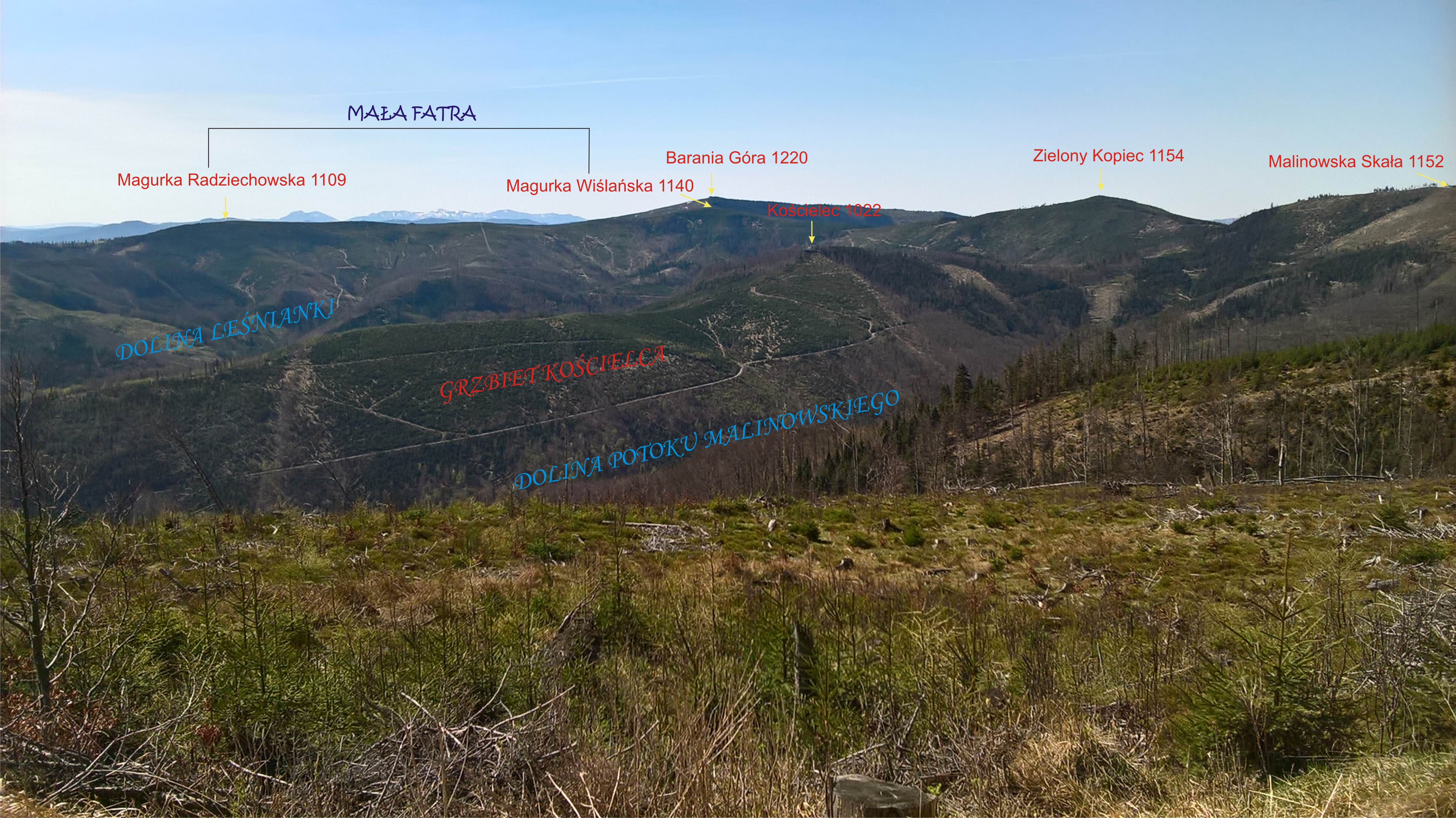
Widok na Kościelec spod szczytu Skrzycznego

Kościelec (1022 m n.p.m.) – szczyt wieńczący krótki grzbiet górski w Beskidzie Śląskim, odchodzący w kierunku wsch. od Malinowskiej Skały. Ramię Kościelca opada stromymi stokami ku dolinkom dwóch opasujących go ściśle potoków: Malinowskiego Potoku na północy i Leśnianki na południu. Administracyjnie znajduje się w granicach wsi Lipowa w województwie śląskim, w powiecie żywieckim, gminie Lipowa.
Na grzbiecie Kościelca znajduje się kilka mocno zarastających już polan. W siodle między szczytem Kościelca a głównym grzbietem Pasma Baraniogórskiego istniała w przeszłości pasterska Hala Skałka, jednak Ludomir Sawicki podczas prowadzonych wiosną 1914 r. badań terenowych dotyczących szałaśnictwa na Żywiecczyźnie szałas usytuowany w tym miejscu określił już jako zaginiony. Od połowy XIX w. stała tu leśniczówka, zbudowana przez służby leśne Habsburgów, jednak mapa topograficzna WIG z 1934 r. już jej nie notowała.
Na szczytowym spiętrzeniu góry wychodnia skalna. Wychodnię tworzą dwie wybitne ambony o wysokości kilkunastu metrów. W odległości kilkudziesięciu metrów na wschód od nich, pod szczytem, znajduje się szereg kolejnych wychodni skalnych, zbudowanych z charakterystycznych zlepieńców, zwanych „zlepieńcami z Malinowskiej Skały”. Samotne skałki sterczą także nieco niżej we wschodnim grzbiecie góry. W jednej ze skałek znajduje się jedyne w Beskidzie Śląskim okno skalne.
W lesie w odległości 200–300 m na południe od szczytu znajduje się kilka grup skałek, w których odnaleziono 3 niewielkie jaskinie: Jaskinia w Kościelcu Pierwsza (długość korytarzy ok. 13 m), Jaskinia w Kościelcu Druga (długość korytarzy ok. 14 m), Jaskinia w Kościelcu Trzecia (długość korytarzy ok. 6 m), a także kilka mniejszych schronisk skalnych.

## Szlak turystyczny
Południowymi stokami Kościelca biegnie żółty szlak turystyczny z Ostrego na Malinowską Skałę. Omija wierzchołek.
 gajówka Ostre (parking) – dolina Malinowskiego Potoku, stoki Kościelca – rozdroże pod Malinowską Skałą. Czas przejścia 2:35 godz., z powrotem 1: 30 godz., suma podejść 550 m.

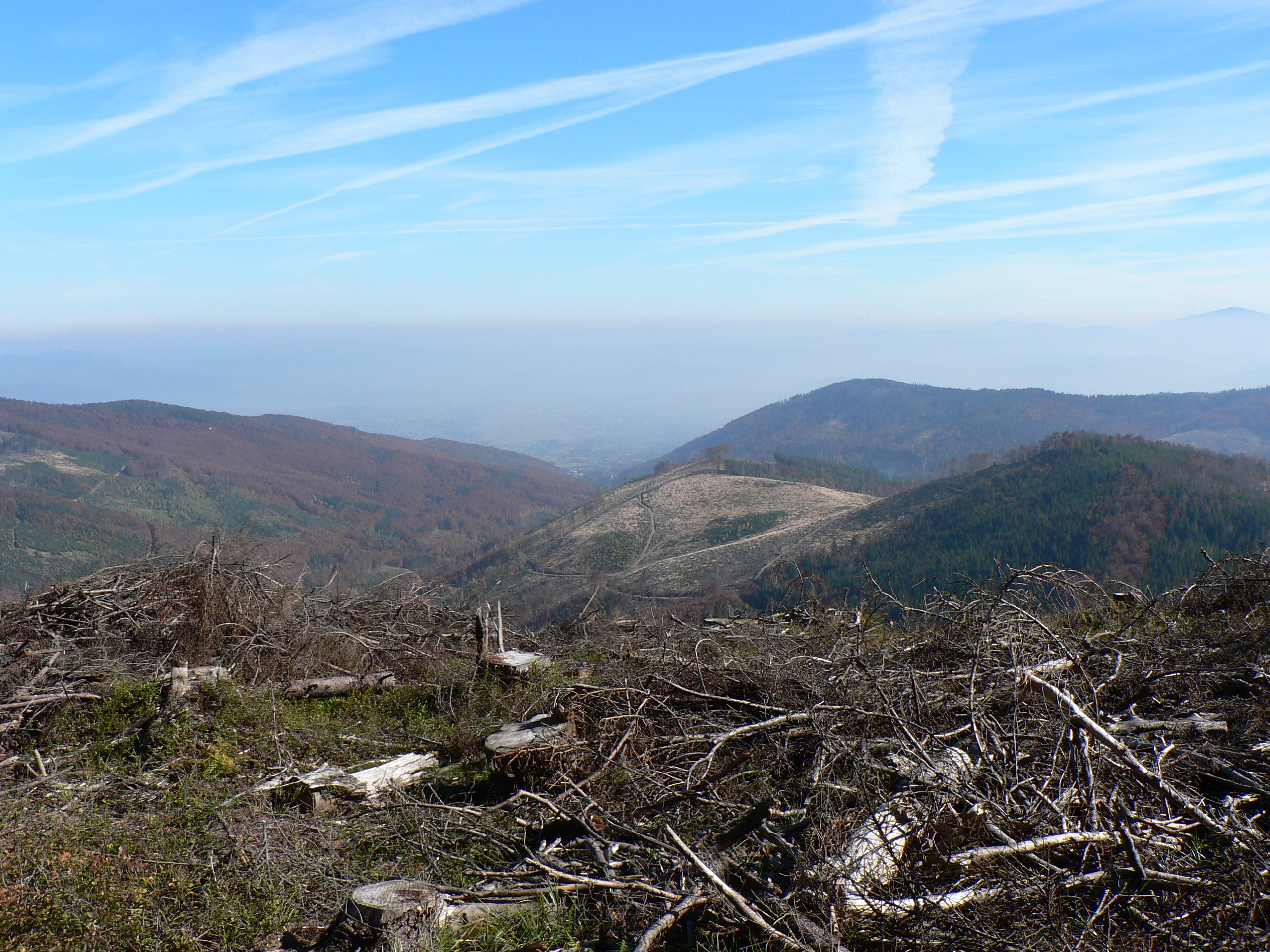
Kościelec i Ostre w 2009 r.
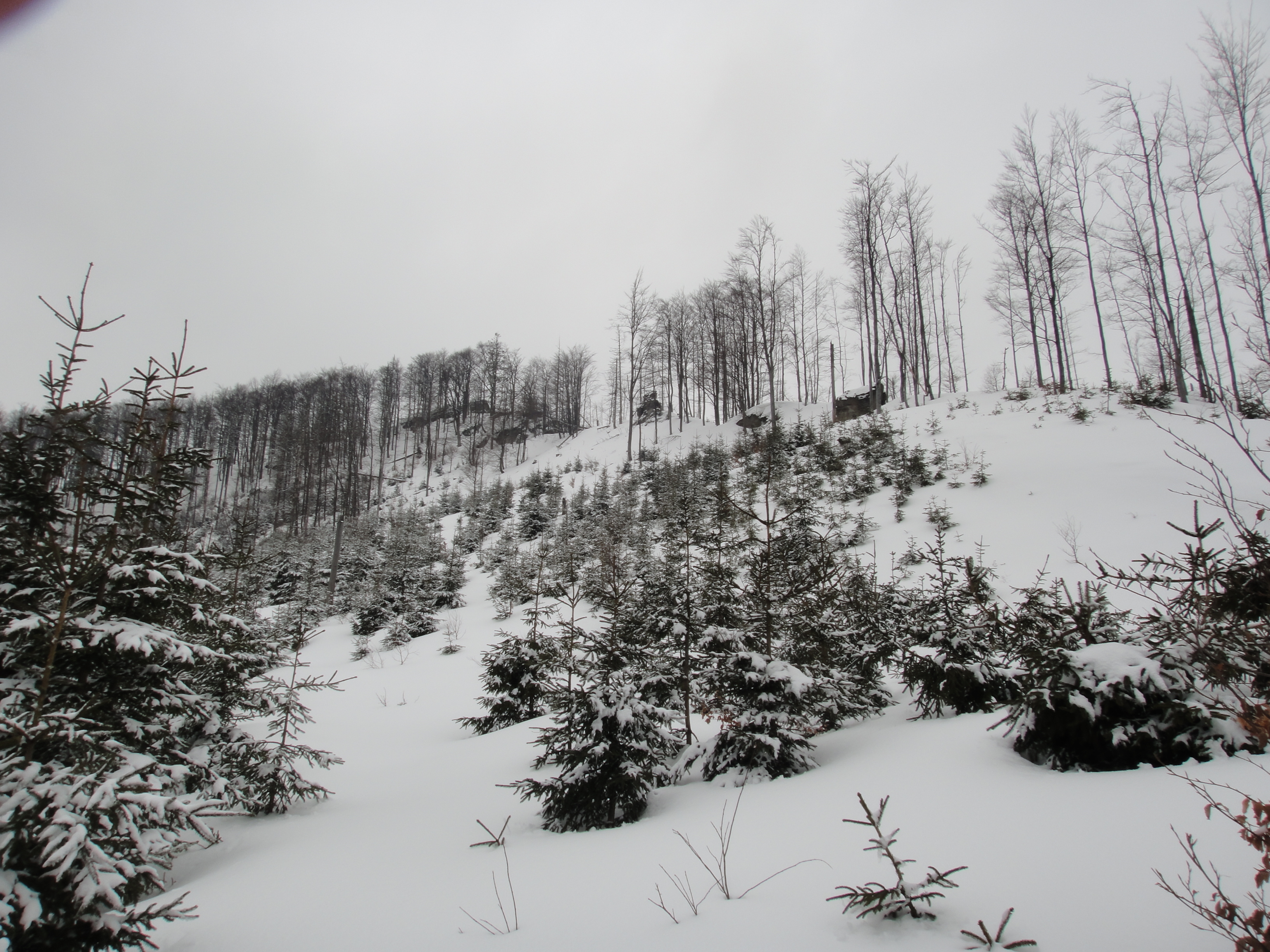
Szczyt
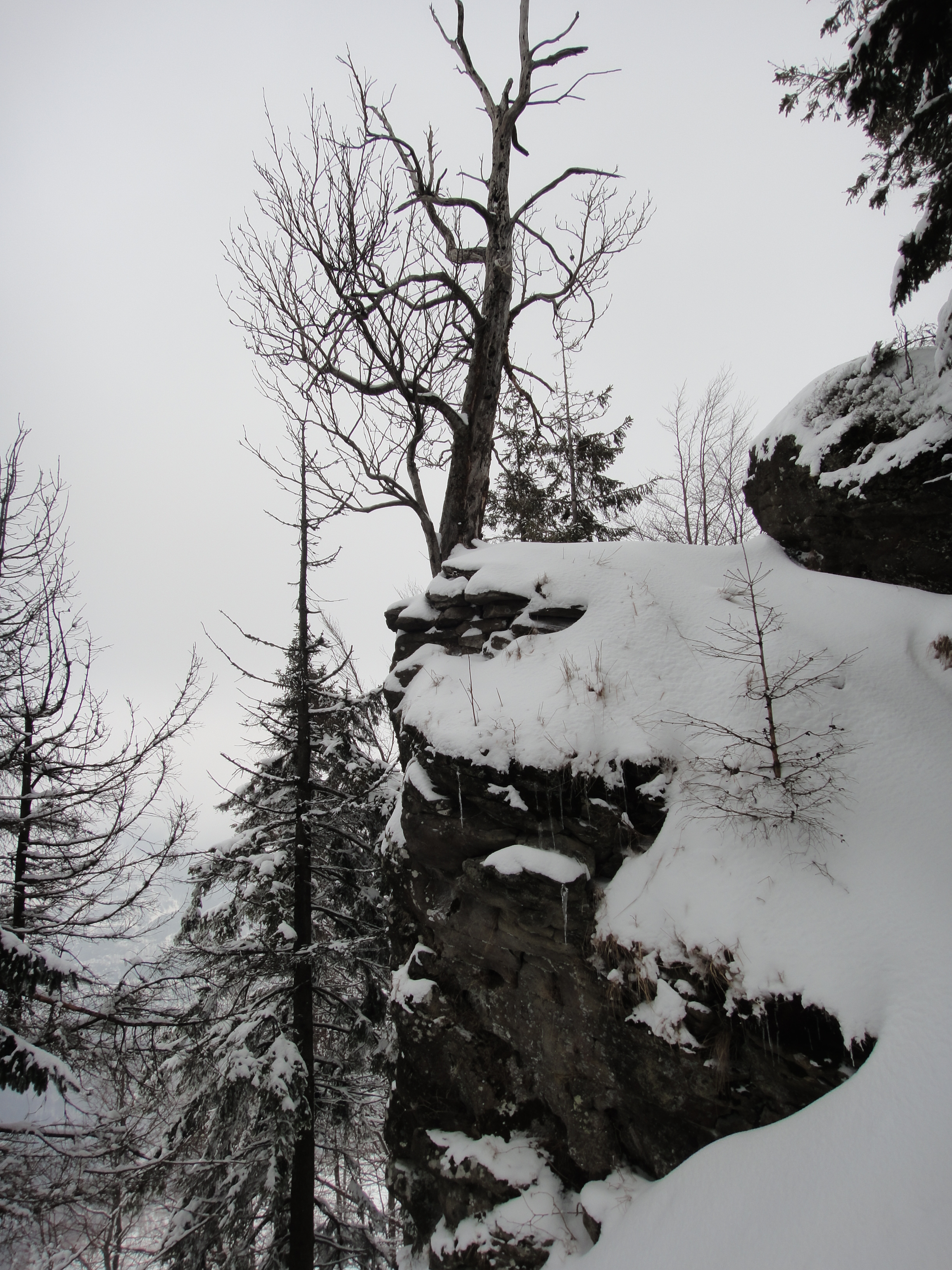
Szczyt
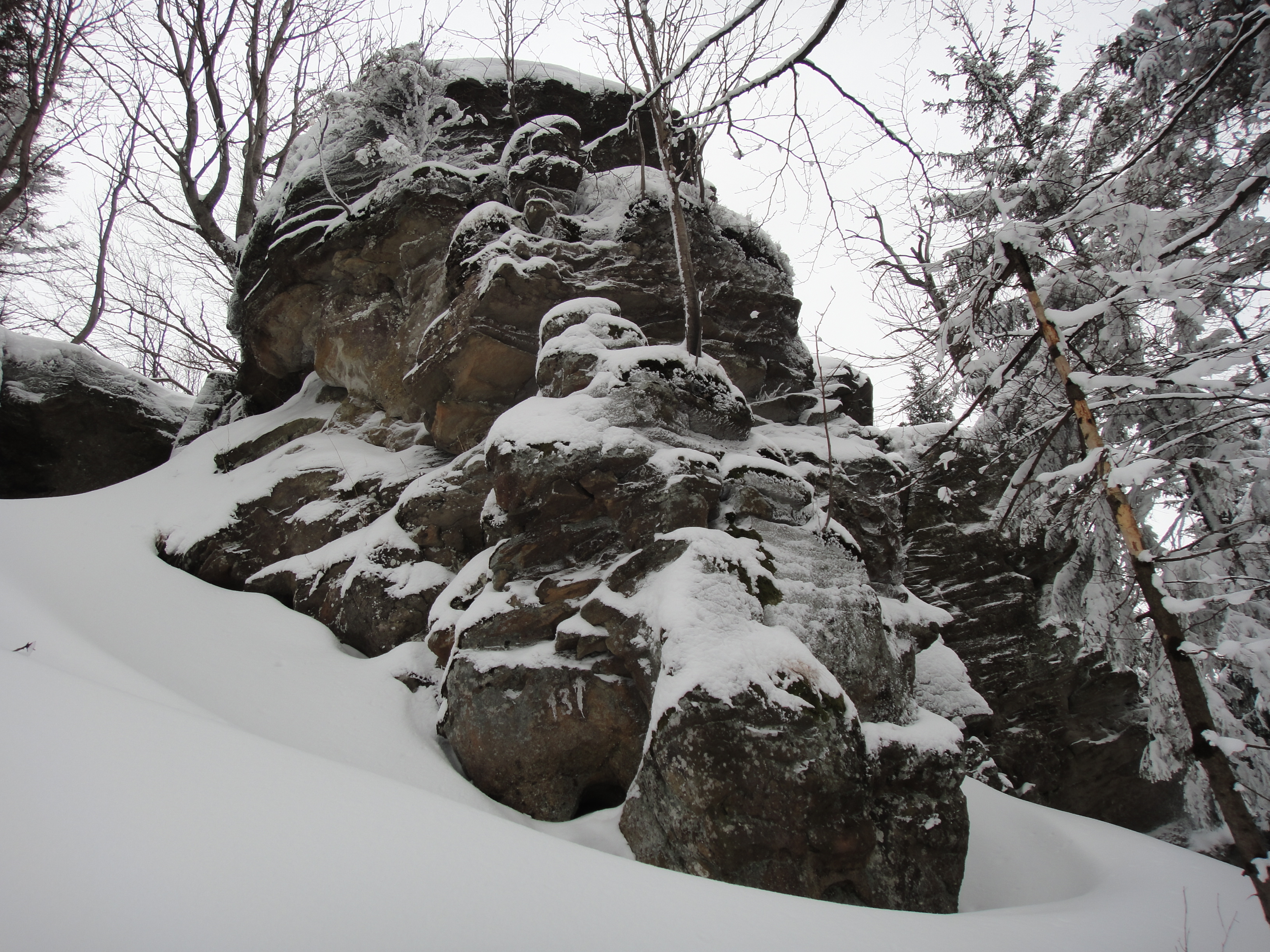
Szczyt
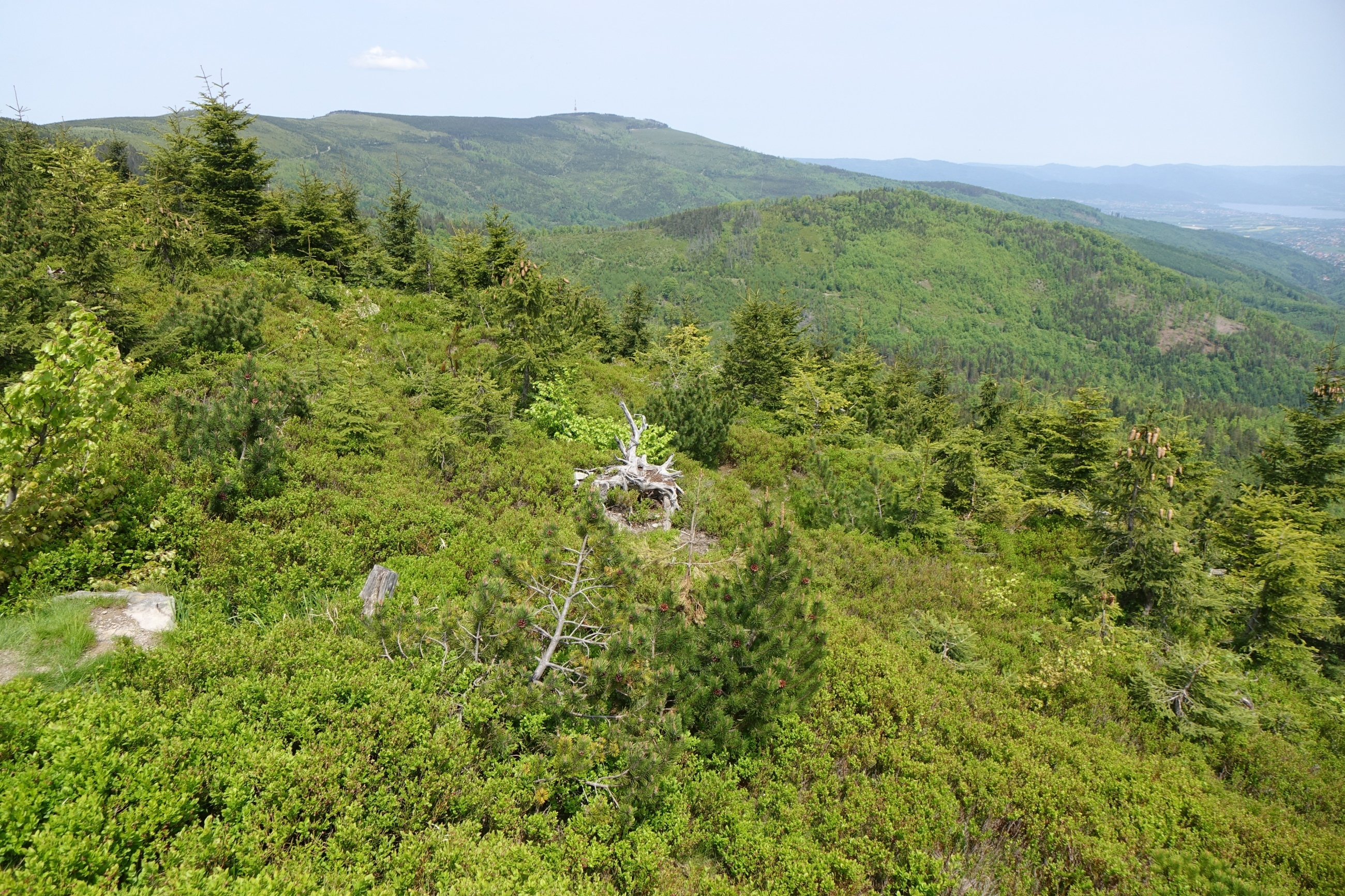
Skrzyczne i Kościelec

## Wspinaczka skalna
Jest to rozległy masyw wspinaczkowy, ale dla większości wspinaczy mało znany. Największe ze skał nadających się do wspinaczki to: Masyw Speleo (wysokość 10 m), Masyw (wysokość 5 m) i Bloki (wysokość 2 m). Na najwyższej, 10-metrowej ścianie już od powojennych lat wspinano się na wędkę i prowadzono szkolenia speleo. Na pozostałych, mniejszych można uprawiać bouldering, ale w 2019 r. brak było informacji o bulderach.

1. Lewy filar; IV
2. Ostatnie rozgrzeszenie; VI
3. Zacięcie; II
4. Porcja bromu; IV
5. Cesta k stinku V
6. Skok w bok; V
7. Warcraft; V+
8. Los pilnikos; V-
9. Prawy filar; IV+
10. Pozytywne wibracje; IV[8].